# Brunhilde Pomsel
Brunhilde Pomsel (Berlín, Alemania; 11 de enero de 1911-Múnich; 27 de enero de 2017) fue la estenográfica personal de propaganda nazi del ministro Joseph Goebbels durante los últimos tres años de la Segunda Guerra Mundial y una de las últimas supervivientes del régimen de Hitler, llegando a convertirse en una centenaria.

## Biografía
Brunhilde Pomsel nació en Berlín el 11 de enero de 1911, única hija de un total de cuatro hijos, de padres prusianos. Asistió a escuelas públicas y se convirtió en una estenográfica nacionalsocialista.
En 1933 un compañero le consiguió un trabajo en una estación de radio de Berlín. En 1941 pasó a ser ministra de propaganda en la oficina de Joseph Goebbels en Ordenspalais, en frente de la Cancillería del Reich.
Desde mitades de 1920 amaba a Hitler. Fue una periodista fanática, llegando a escribir 85 páginas en un mismo día, transcribiendo de sus fieles más cercanos, como Werner Naumann.
En la oficina fue formal y distante. Hacía sus deberes, y afirmó que no tenía acceso a información sobre los crímenes nazi.

### Papel en la Alemania nazi
Desde 1942 hasta 1945, Pomsel fue secretaria privada de Joseph Goebbels, además escribía sus dictámenes y transcribía documentos, cartas, prensa y propaganda. Controlaba los medios de comunicación y las películas en la Alemania nazi.
En Berlín en 1943, durante el famoso discurso de Goebbels, Pomsel estaba sentada detrás de su esposa, Magda Goebbels.
Estaba acostumbrada a ver las brutalidades que le hicieron a los judíos y a los gays, como le sucedió a Eva Löwenthal, arrestada por ser homosexual. De los cientos de documentos que pasaron por su escritorio, Pomsel recordaba el dosier de Sophie Scholl, líder del movimiento de la resistencia antinazi Rosa Blanca, que más tarde fue ejecutada por traición en 1943 tras distribuir panfletos por la Universidad de Munich.
En abril de 1945 fuerzas soviéticas entraron en el corazón de Berlín. Pomsel y los otros empleados se unieron con Magda y sus seis hijos en el Vorbunker, debajo de la Cancillería del Reich. Hitler estaban en un búnker más profundo, en el Führerbunker, y la mayoría de su círculo más cercano también, tales como el propio Goebbels, Himmler, Göring, Ribbentrop, Bormann y Albert Speer.
Más tarde varios ocupantes del búnker consiguieron escapar con vida, y muchos otros fueron capturados y asesinados por los soviéticos. Hitler y Goebbles siguieron en el búnker, y en ese momento fue, el 30 de abril de 1945 cuando Günther Schwägermann le dio la noticia a Pomsel de que Hitler y Eva Braun se suicidaron. Un día más tarde Schwägermann reportó que Goebbels también se había suicidado.
Sorprendida por los soviéticos, tras una interrogación afirmó haber trabajado como ministra de propaganda, por lo que estuvo prisionera en Berlín cinco años.
Como muchas de las secretarias privadas, tales como Traudl Junge, Pomsel insistió en que desconocía las atrocidades que hicieron los nazis durante la guerra, y que conoció el Holocausto cuando volvió a casa.
Tras terminar la guerra trabajó en una estación de radio en Berlín, fue secretaria del director de un programa y tiempo después fue transferida a Múnich. Ganó buen salario, y se retiró en 1971 a los 60 años de edad. Se casó, no tuvo hijos y vivió el resto de su vida en Múnich.

### Retiro
Dio entrevistas al periódico alemán Bild en 2011, a The Guardian y a The Times. Sus entrevistas coincidieron con el rodaje del documental basado en su vida, A German Life, que se estrenó en el Munich Film Festival. Hay datos en los que se contradice en el periódico y en el documental.
En su retiro, vivió en un suburbio de Munich. En 2005 visitó Berlín para ver una conmemoración del Holocausto por la muerte de seis millones de judíos durante la guerra, y ahí fue cuando le confirmaron que deportaron a Eva Löwenthal de Auschwitz en noviembre de 1943 y fue declarada muerta en 1945.

### Muerte
Murió en Múnich el 27 de enero de 2017, tal como lo confirmó Christian Krönes, director del documental sobre Pomsel A German Life.